# 32. Bayerische Theatertage Erlangen 2014
Die 32. Bayerischen Theatertage fanden vom 16. Mai bis 31. Mai 2014 in Erlangen statt, das damit zum dritten Mal nach 1994 und 2002 Gastgeber des größten bayerischen Theaterfestivals war.

## Programm
Insgesamt 29 verschiedene Bühnen aus ganz Bayern führten im Rahmen der 32. Bayerischen Theatertage 2014 insgesamt 42 Produktionen aller Art auf. Als Spielstätten dienten vor allem das Markgrafentheater, der Redoutensaal, das Spiegelzelt und die Garage des Theaters Erlangen. Die Theatertage endeten am 31. Mai 2014 mit der Verleihung des Publikumspreis.

## Bühnen und Stücke
1. Theater Erlangen
  - 16. Mai 2014: Dantons Tod (Markgrafentheater)
  - 17. Mai 2014: Zuhause (Spiegelzelt)
  - 23. Mai 2014: Kick&Rush (Spiegelzelt)
  - 24. Mai 2014: Verführung Gastfreundschaft (Altstadtmarkt-Passage)
2. Landestheater Schwaben
  - 17. Mai 2014: Vor dem Ruhestand (Garage)
  - 29. Mai 2014: Amoklauf mein Kinderspiel (Redoutensaal)
3. Bayerische Staatsoper
  - 18. Mai 2014: Mirandolina (Markgrafentheater)
4. Stadttheater Ingolstadt
  - 18. Mai 2014: Ente, Tod und Tulpe (Spiegelzelt)
5. Komödie im Bayerischen Hof
  - 19. Mai 2014: Gut gegen Nordwind (Markgrafentheater)
6. Fränkisches Theater Schloss Maßbach
  - 19. Mai 2014: norway.today (Garage)
  - 26. Mai 2014: Furcht und Elend des Dritten Reiches (Redoutensaal)
7. Residenztheater
  - 20. Mai 2014: Urteile (Markgrafentheater)
8. E.T.A.-Hoffmann-Theater Bamberg
  - 20. Mai 2014: Die Opferung von Gorge Mastromas (Redoutensaal)
  - 21. Mai 2014: Edith Piaf (Markgrafentheater)
  - 28. Mai 2014: Stenkelfeld (UA, Garage)
9. Mainfranken Theater Würzburg
  - 20. Mai 2014: Junger Klassiker – Nibelungen Short Cuts (Garage)
  - 25. Mai 2014: Der Geizige (Redoutensaal)
10. Bayerische Theaterakademie August Everding
  - 21. Mai 2014: Philoktet (Redoutensaal)
  - 31. Mai 2014: Blut am Hals der Katze (Redoutensaal)
11. Theater Regensburg
  - 21. Mai 2014 Papa ist pleite (Garage)
  - 29. Mai 2014: Enigma Emmy Göring (Garage)
  - 30. Mai 2014: The King’s Speech (Markgrafentheater)
12. Theater an der Rott
  - 22. Mai 2014: Der varrreckte Hof – Stubenoper (Markgrafentheater)
13. Belacqua Theater Wasserburg
  - 22. Mai 2014: Kafka (UA, Redoutensaal)
14. Landestheater Coburg
  - 22. Mai 2014: Woyzeck (Garage)
  - 24. Mai 2014: Die Räuber (Markgrafentheater)
15. Stadttheater Ingolstadt
  - 23. Mai 2014: Gedächtnis des Wassers (Markgrafentheater)
16. Münchner Kammerspiele
  - 23. Mai 2014: Laboratorium 1 – Die graue Stunde (Redoutensaal)
17. Theater Pfütze
  - 23. Mai 2014: Die Busfahrerin (UA, Redoutensaal)
18. Schauburg – Theater der Jugend
  - 25. Mai 2014: Jenseits von Eden (Markgrafentheater)
  - 25. Mai 2014: Tiger und Bär (Garage)
  - 26. Mai 2014: Tiger und Bär (Garage)
19. Chapeau Claque
  - 25. Mai 2014: Das Kleine bin ich (Spiegelzelt)
20. Theater Ansbach
  - 26. Mai 2014: Kasimir und Karoline (Markgrafentheater)
21. Stadttheater Fürth
  - 27. Mai 2014: Die Lästigen (Markgrafentheater)
22. kleines theater – Kammerspiele Landshut
  - 27. Mai 2014: Die Glasmenagerie (Redoutensaal)
23. Gostner Hoftheater
  - 27. Mai 2014: Nichts. Was im Leben wichtig ist (Garage)
24. Staatstheater Nürnberg
  - 28. Mai 2014: Tod eines Handlungsreisenden (Markgrafentheater)
25. Theater Mummpitz
  - 28. Mai 2014: Die Daniel Schneider Show (UA, Redoutensaal)
26. Theater Augsburg
  - 29. Mai 2014: Operation Big Week (UA, Markgrafentheater)
  - 30. Mai 2014: Eine Sommernacht (Garage)
27. Otto-Falckenberg-Schule
  - 30. Mai 2014: Lulu. Eine Monstretragödie (Redoutensaal)
28. Münchner Volkstheater
  - 31. Mai 2014: Gespenster (Markgrafentheater)
29. Theater Hof
  - 31. Mai 2014: Harold and Maude (Garage)